# Sottoceneri
Il Sottoceneri (in lombardo Sotascender) è la regione del Canton Ticino posta a sud del passo del Monte Ceneri. Questa regione più piccola territorialmente rispetto al Sopraceneri è però molto più densamente abitata.
L'orografia prealpina ha favorito insediamenti e sfruttamento più intensivo del territorio. Grazie a centri quali Lugano, Mendrisio e Chiasso, rinomate piazze finanziarie, è anche il polo economico del Canton Ticino.

## Comuni più popolosi
| # | Comune    | Abitanti | Superficie |
| - | --------- | -------- | ---------- |
| 1 | Lugano    | 65 015   | 75,81      |
| 2 | Mendrisio | 14 815   | 32,1       |
| 3 | Chiasso   | 7 891    | 5,3        |

## Distretti
Sono parte del Sottoceneri:

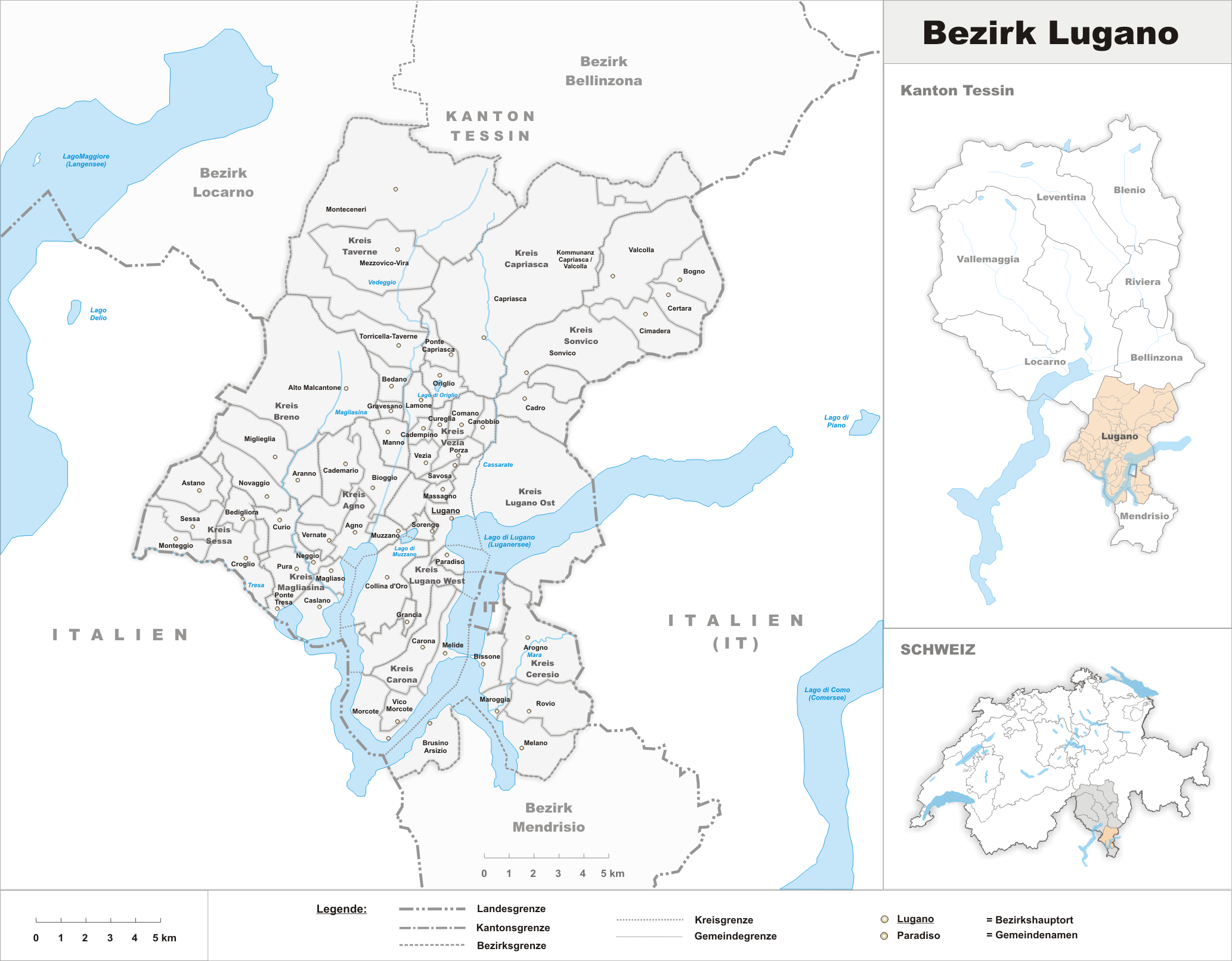
Distretto di Lugano
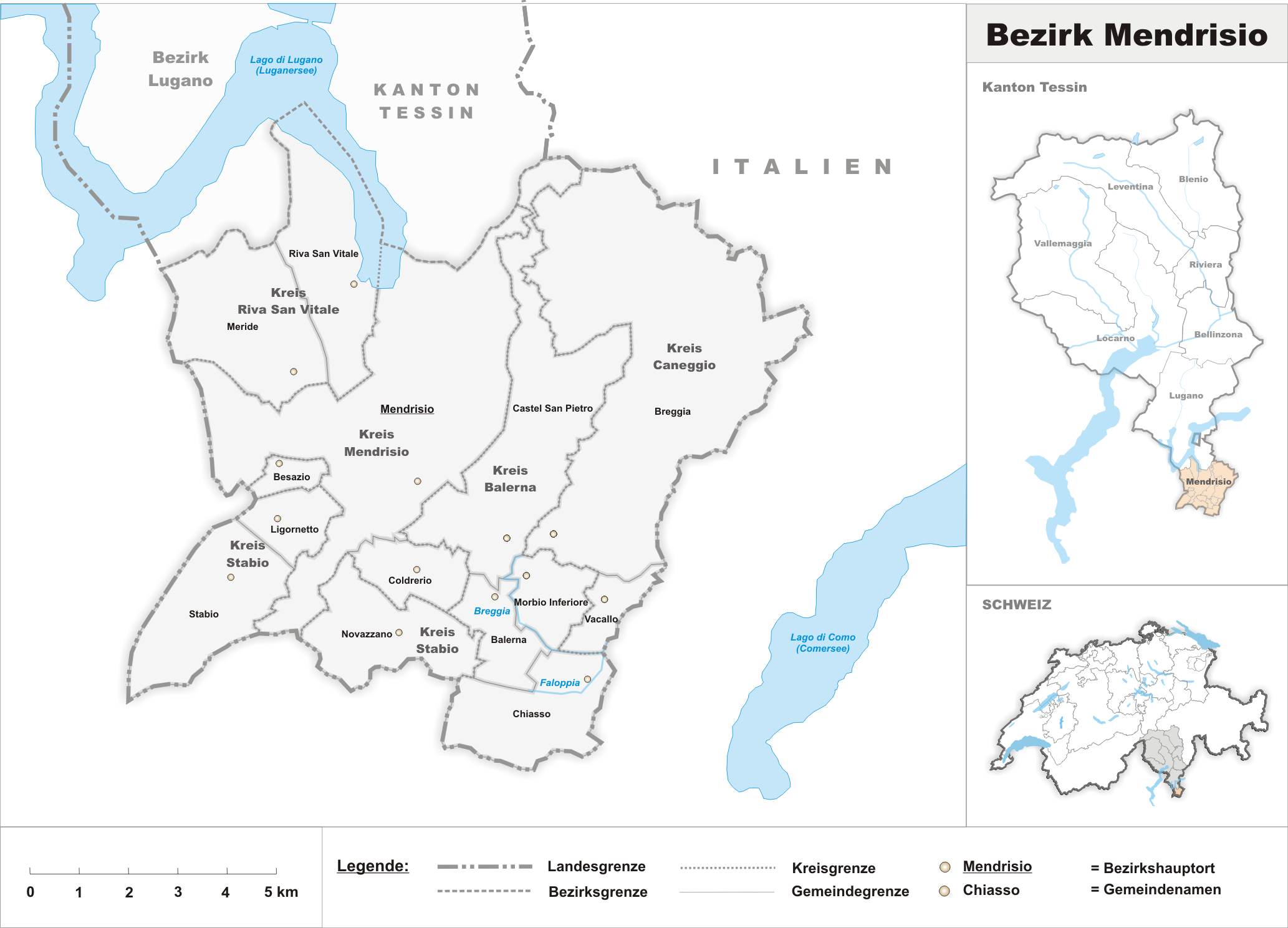
Distretto di Mendrisio